# Vol Reeve Aleutian Airways 8
Le 8 juin 1983, le vol Reeve Aleutian Airways 8, assuré par un Lockheed L-188 Electra de la compagnie aérienne américaine Reeve Aleutian Airways, reliant Cold Bay, en Alaska, à Seattle, dans l'État de Washington, survolait l'océan Pacifique lorsqu'une hélice s'est brusquement détachée de son moteur et a heurté le fuselage, endommageant les commandes de vol et les moteurs. Les pilotes ont réussi à effectuer un atterrissage d'urgence à l'aéroport international d'Anchorage. Aucun des quinze passagers et membres d'équipage à bord n'a été blessé dans l'incident.

## L'avion

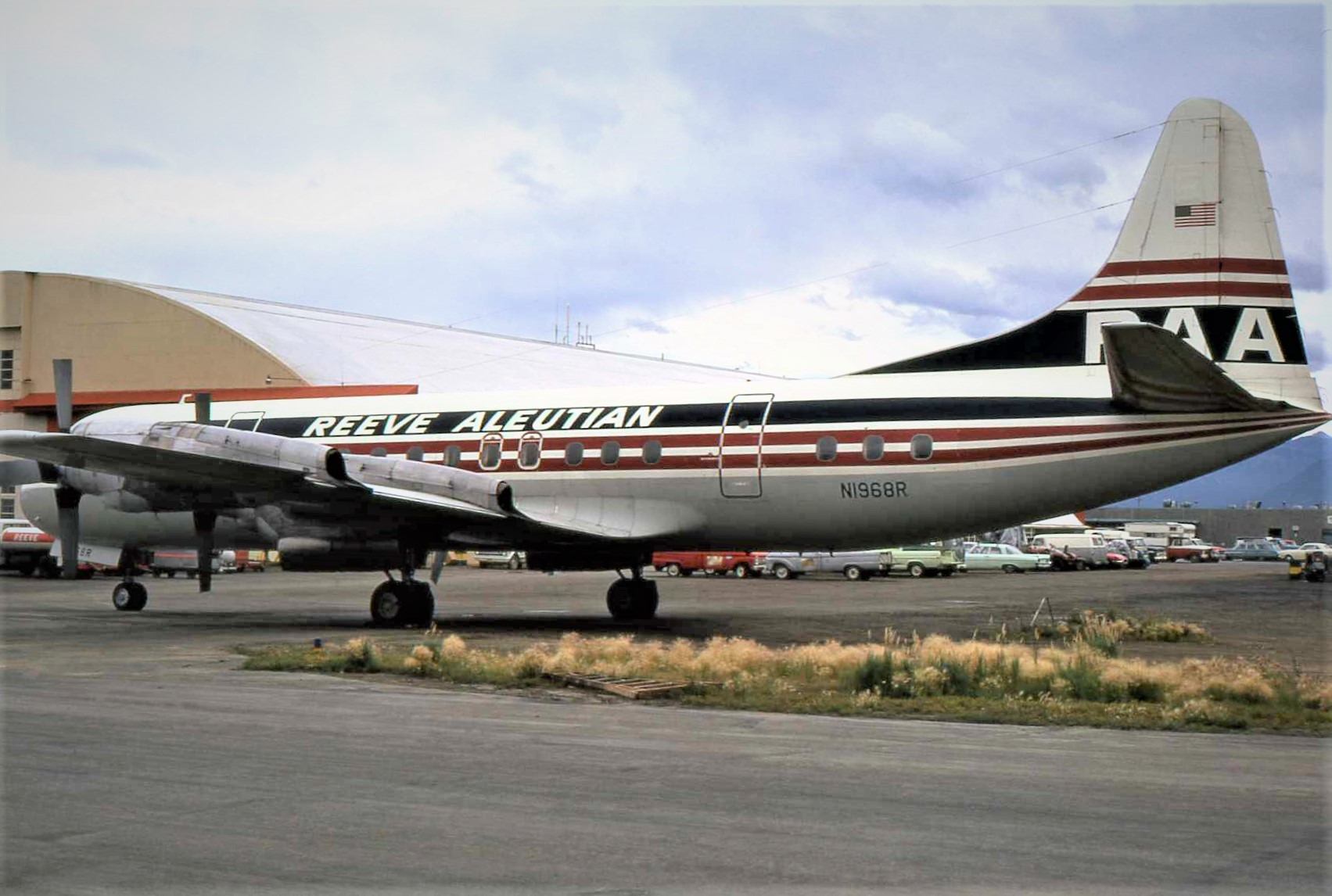
Le Lockheed L-188 Electra de Reeve Aleutian Airways impliqué dans l'accident (N1968R).

L’appareil impliqué dans l’incident était un Lockheed L-188C Electra, propulsé par quatre turbopropulseurs, portant le numéro de série 2007 et l’immatriculation N1968R,. 
Il a d'abord été livré à Qantas en 1959 ; puis en 1968, après avoir été utilisé par d'autres compagnies aériennes, notamment Air New Zealand, l'avion fut vendu à Reeve Aleutian Airways. Il avait effectué environ 33 000 heures de vol au moment de l'incident.

## Déroulement du vol
Juste après le décollage de l'aéroport de Cold Bay, en Alaska, pour un vol au-dessus de l'océan Pacifique jusqu'à Seattle avec 10 passagers, l'équipage a constaté une vibration inhabituelle dans l'avion, sans toutefois pouvoir en isoler la source. Lorsque l'avion est passé du FL190 (environ 5 800 mètres) au FL250 (environ 7 600 mètres), le mécanicien navigant a quitté le poste de pilotage pour procéder à une vérification visuelle des moteurs depuis la cabine passagers, sans rien constater. Un agent de bord s’est rendu dans le poste de pilotage pour discuter de la vibration, qui a soudainement gagné en intensité au moment où elle regagnait la cabine. Elle a regardé par la fenêtre juste à temps pour voir l'hélice du moteur n ° 4 (le moteur à l'extrémité de l'aile droite) se détacher et voler à toute vitesse sous le fuselage.
L'hélice a creusé une entaille de 2,4 mètres de long dans le ventre de l'avion, ce qui a dépressurisé la cabine et bloqué les commandes de vol et de moteur. Les pilotes ont réussi à prendre le contrôle de l’avion en utilisant le pilote automatique et ont dévié l’appareil vers Anchorage. Avec les commandes des gaz bloquées à la puissance de croisière, l’équipage a réussi à faire descendre et monter l’appareil durant l'approche après avoir arrêté le moteur n ° 2 et également en jouant avec la descente et au relevage du train d’atterrissage.L'avion a atterri en toute sécurité à l'aéroport international d'Anchorage, malgré la perte de presque toutes les commandes de vol,. 
L’équipage a dû éteindre tous les moteurs une fois l’appareil au sol afin de l’arrêter et un pneu a crevé et les freins ont pris feu lors de l'atterrissage. Personne n'a été blessé lorsque l'hélice a heurté le fuselage ou lors de l'atterrissage d'urgence,. 
Le commandant de bord, James Gibson, âgé de 54 ans et comptant 5 700 heures d'expérience comme pilote sur Electra, a été honoré pour son atterrissage réussi lors d'une réunion avec le président Ronald Reagan à la Maison Blanche.
La Air Line Pilots Association a également rendu hommage au commandant Gibson, à l'officier pilote de ligne Gary Lintner, âgé de 39 ans, et au mécanicien navigant Gerald Laurin, en 1983, avec son « Superior Airmanship Award ».
Comme l'hélice est tombée dans l'océan Pacifique et n'a jamais été retrouvée, l'enquête n'a pas permis d'expliquer l'incident et la raison de la séparation de l'hélice est inconnue,.

## Conséquences

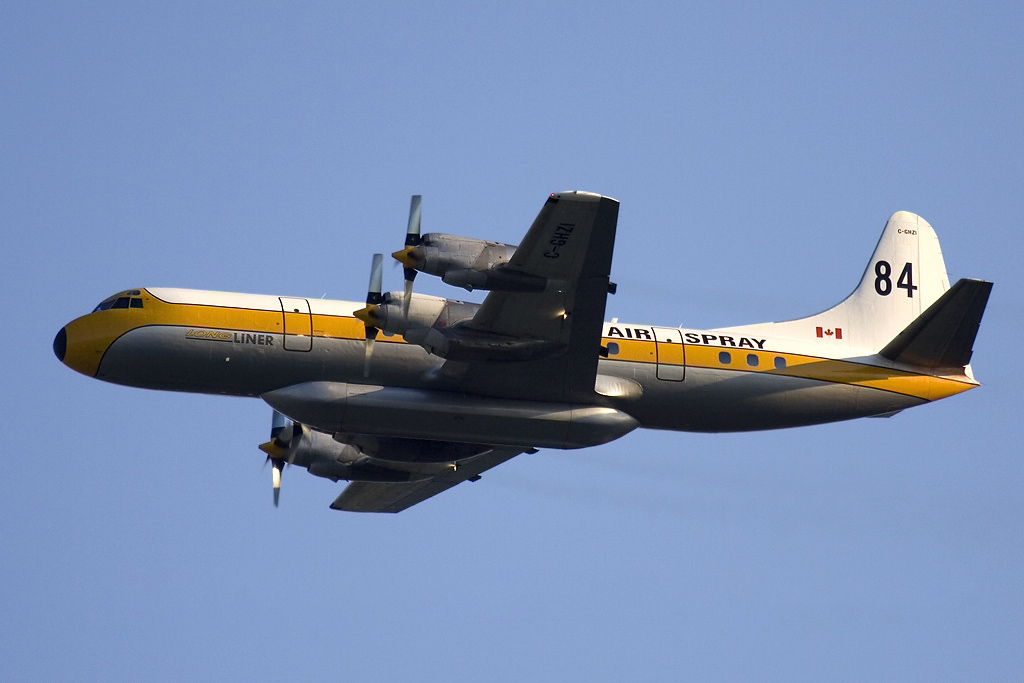
L'avion impliqué dans l'incident de Reeve ici en 2007, sous l'immatriculation C-GHZI, utilisé pour lutter contre les incendies au Canada.

À la suite de l'incident, l'avion impliqué a été réparé et remis en service. Le N1968R a été finalement retiré du service commercial en 2001 et exporté au Canada, sous l'immatriculation C-GHZI, où il a été utilisé pour la lutte contre les incendies. 
La compagnie aérienne a réussi à poursuivre ses opérations aériennes après l’incident, mais a commencé à succomber aux problèmes financiers au début des années 90. Reeve Aleutian Airways a finalement cessé ses activités le 5 décembre 2000.
Le commandant James Gibson est décédé le 5 janvier 2010 à l'âge de 80 ans. Le copilote Gary Lintner est décédé le 9 janvier 2020, à l'âge de 75 ans.

## Médias
L'accident a fait l'objet d'un épisode dans la série télévisée Air Crash nommé « Perte de contrôle » (saison 12 - épisode 1).